# Kamienica przy ul. Świętych Cyryla i Metodego 29 w Szczecinie
Kamienica przy ul. Świętych Cyryla i Metodego 29 – kamienica wznosząca się przy ulicy Świętych Cyryla i Metodego, na terenie osiedla Niebuszewo-Bolinko, w szczecińskiej dzielnicy Śródmieście. 
Jest to jedyny budynek, który ocalał z przedwojennej zabudowy kwartału ograniczonego ulicami Świętych Cyryla i Metodego, Kazimierza Królewicza oraz Świętego Marcina, a także jedyna zachowana kamienica z lewej pierzei ulicy Świętych Cyryla i Metodego.

## Opis
Kamienica jest obiektem pięciokondygnacyjnym, 8-osiowym. Bramę wejściową do budynku umieszczono w piątej osi, licząc od lewej krawędzi budynku. Elewacja kamienicy nie posiada praktycznie żadnego wystroju sztukatorskiego. Jedynie pod oknami drugiego piętra znajdują się proste, czworoboczne płyciny. Kamienica dzieli podwórze ze swoją wolnostojącą oficyną.
Na przełomie lat 60. i 70. XX wieku do lewej ściany szczytowej kamienicy dobudowano budynek handlowo-usługowy według projektu architekta Tadeusza Blicharskiego; budynek ten w 1971 r. otrzymał tytuł „Wicemistera Szczecina”.